# IC 1119-2
IC 1119-2 — галактика типу C (компактна галактика) у сузір'ї Змія.
Цей об'єкт міститься в оригінальній редакції індексного каталогу.